# Aljoša Žanko
Aljoša Žanko, hrvaški general, * 9. september 1919, † 7. april 2007.

## Življenjepis
Leta 1942 je vstopil v NOVJ in naslednje leto še v KPJ. Med vojno je bil politični komisar več enot.
Po vojni je bil direktor zavoda Uprave za posle vojaške gradnje, načelnik Gradbene uprave,...